# Марра, Арман
Арма́н Марра́ (фр. Armand Marrast), полное имя Арман Мари Франсуа Паскаль Марра (Armand Marie François Pascal Marrast; 5 июня 1801 года, Сен-Годенс — 12 апреля 1852 года, Париж) — французский журналист, главный редактор газеты «Насьональ» (фр. Le National); политический деятель, мэр Парижа, председатель Учредительного собрания 1848 года. Участник либеральной оппозиции в эпоху Реставрации, революции 1830 года и республиканского движения в период Июльской монархии.

## Биография
В начале 1830-х гг. был редактором «Трибюн» (фр. La Tribune des départements), в конце 1830-х и в 1840-х гг. — газеты «Насьональ», то есть главных органов республиканской оппозиции во время правления Луи-Филиппа.
Принимал участие в революции 1830 г., затем в лионском восстании 1834 г., был посажен в тюрьму, бежал за границу; вернулся во Францию в 1838 году.
24 февраля 1848 г. он, вместе с Луи Бланом, Флоконом и Альбером, был избран в думе членом временного правительства, в дополнение к тем членам, которые были избраны в палате депутатов. Во временном правительстве примкнул к партии сравнительно умеренных.
6 марта он был назначен мэром Парижа, вместо Гарнье-Пажеса, сделавшегося министром финансов; в этой должности обнаружил большую энергию при организации городской полиции, в особенности тайной, устроил надзор за всеми своими товарищами по правительству и мало стеснялся в расходовании общественных сумм; противился всем мероприятиям в пользу рабочих, которые предлагались Луи Бланом.
Избранный членом учредительного собрания, он занял в нём, в августе 1848 г., пост президента, который и сохранял до роспуска собрания в мае 1849 года. В законодательное собрание он избран не был и удалился в частную жизнь.

## В искусстве
- Гюго считал Марра́ разыгрывающим роль революционера, что вызывало у него отвращение с 1830 года:
  - «Сотворив 24 февраля, Господь Бог для этого зачем-то взял Марра»[2].
  - Гамен берет Париж, как раньше брал он Рим.
Защита сметена. Пусть рядом кровь и боль — 
Он победил. Дитя, — но он уже король.
Он Лувром завладел, и перед ним внутри
Патетичный зал и трон; он входит в Тюильри,
И, как вельможа, там гуляет он с Маррасом
У статуй царственных, по мраморным террасам[3].
  - Ну как подобной шутке не смеяться — 
Диктатор-шут в министры взял паяца![4]